# North West Mounted Police (politie)

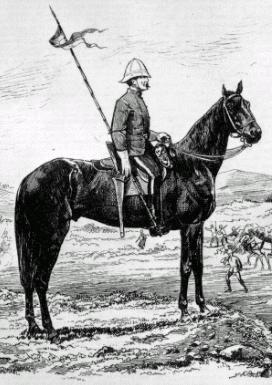
Een lancer van de North West Mounted Police (1875)

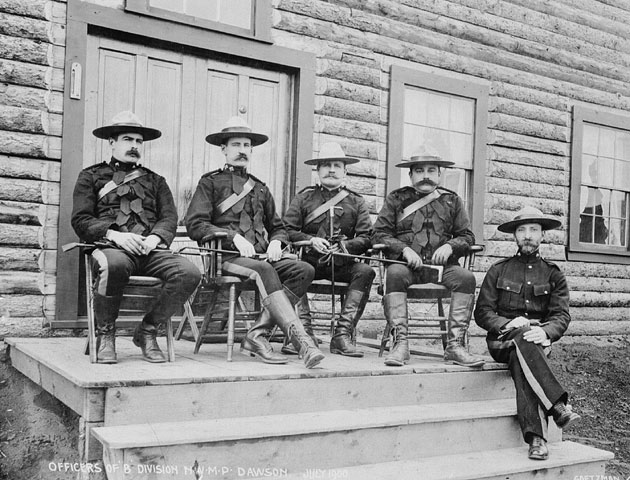
Officieren van de NWMP in 1900

De North West Mounted Police (NWMP) is een voormalige Canadese politie-eenheid, die bestond van 1873 tot 1920. 
Deze werd in 1873 in Canada opgericht naar voorbeeld van de Royal Irish Constabulary op initiatief van Sir John Alexander Macdonald, Canada's eerste Minister-president. Het korps kreeg in 1904 de koninklijke titel waardoor de naam veranderde in Royal North West Mounted Police (RNWMP). In 1920 werd het korps omgedoopt tot Royal Canadian Mounted Police Force op 1 februari 1920 toen de RNWMP fuseerde met de zogeheten Dominion Police voorheen het politiekorps in de Oostelijke provincies van Canada.